# Dorfkirche Frauenhain

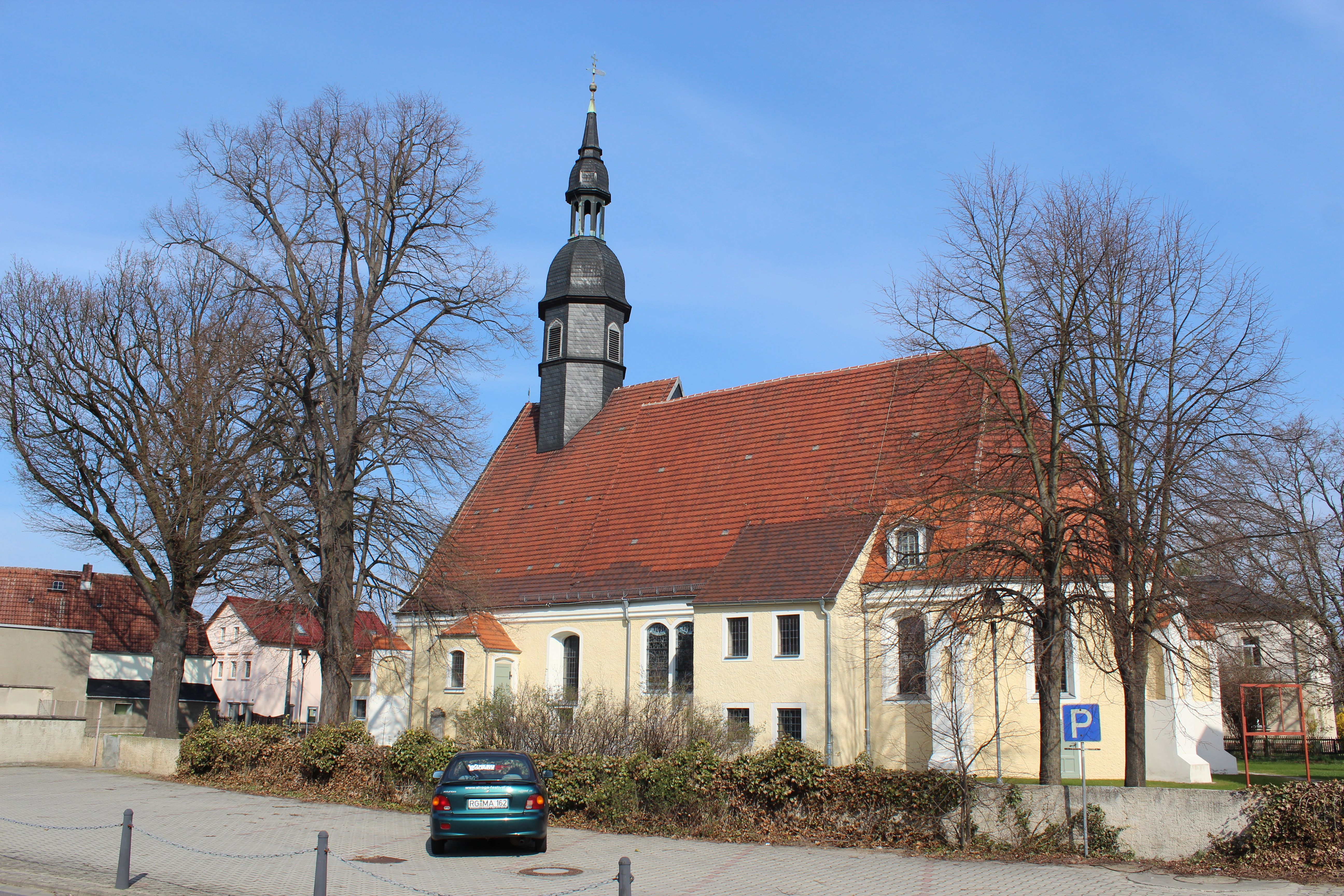
Dorfkirche Frauenhain

Die evangelisch-lutherische Dorfkirche Frauenhain ist ein denkmalgeschütztes Kirchengebäude im Ortsteil Frauenhain in der Gemeinde Röderaue im sächsischen Landkreis Meißen. Hier ist die Kirche im Ortszentrum zu finden.

## Geschichte

### Baubeschreibung und -geschichte
Bei der Frauenhainer Kirche handelt es sich um einen zweischiffigen verputzten Bruchsteinbau aus dem 14. Jahrhundert, wobei die ältesten Gebäudeteile sogar aus dem 13. Jahrhundert stammen sollen. Urkundlich erwähnt wurde sie erstmals im 15. Jahrhundert. Der Bischof von Naumburg besaß zu jener Zeit am Standort des späteren Frauenhainer Schlosses ein Herrenhaus, welches ihm in der Region als Unterkunft diente.
Im Norden des Bauwerks befindet sich ein 1580 errichtetes Seitenschiff sowie eine Sakristei. Im Süden ist der Zugang zu einer hier vorhandenen Patronatsloge zu finden. Im Westen wurde ein oktogonaler übergehender schlanker Turm mit verschieferter Schweifhaube und Wetterfahne in Form eines Dachreiters aufgesetzt.
In den Jahren 1733 und 1748 fanden umfangreiche Umgestaltungen des Inneren und teilweise des Äußeren der Frauenhainer Kirche statt. Erneuerungsarbeiten gab es in den Jahren 1903 und 1904 unter Leitung des Architekten Fritz Reuter. Von 1976 bis 1977 folgten Restaurierungsarbeiten.

### Parochie Frauenhain
Mitte des 19. Jahrhunderts gehörten zur Parochie Frauenhain die Orte Lautendorf, Raden, Treugeböhla, Merzdorf, Kotschka, Gröditz, Pulsen und Seifertsmühl.
Gröditz bekam im Jahre 1890 eine eigene Kirche. Der Ort hatte infolge der Industrialisierung ein starkes Bevölkerungswachstum zu verzeichnen. Zwischen den Jahren 1848 und 1890 hatte sich die hiesige Bevölkerungszahl mehr als verfünffacht. Das unmittelbar vor der Stadt Elsterwerda gelegene Kotschka wechselte 1891 auf Antrag hin zur Pfarrgemeinde Elsterwerda. Treugeböhla wurde 1923 nach Zabeltitz ausgepfarrt. Im Folgejahr wurde Koselitz, welches zuvor eine eigene Pfarrgemeinde bildete wiederum nach Frauenhain eingepfarrt und die dortige Kirche war seither eine Filialkirche von Frauenhain.  Außerdem gehörte einst auch das inzwischen ebenfalls in Brandenburg liegende Gemeinde Wainsdorf zu Frauenhain, die seit 1903 mit Prösen ein eigenes Kirchspiel bildete.
Des Weiteren wird seit Jahrhunderten auch die südbrandenburgische Gemeinde Merzdorf von Frauenhain aus betreut. Die Einwohner der heute zusammengehörigen Orte Merzdorf und Seifertsmühl hatten sich nach ihrer Abtrennung von Sachsen infolge des Wiener Kongresses im Jahre 1815 erfolgreich gegen eine Abtrennung von Frauenhain gewehrt. Zu Wendezeiten entstand hier unmittelbar neben einem in den 1960er Jahren errichtetem Glockenturm ein neues Gemeindezentrum.
In der Gegenwart bildet Frauenhain mit den Orten Gröditz, Nauwalde, Spansberg, Nieska, Koselitz und Merzdorf zum Pfarrbereich Gröditz.

## Ausstattung (Auswahl)

Innenansichten
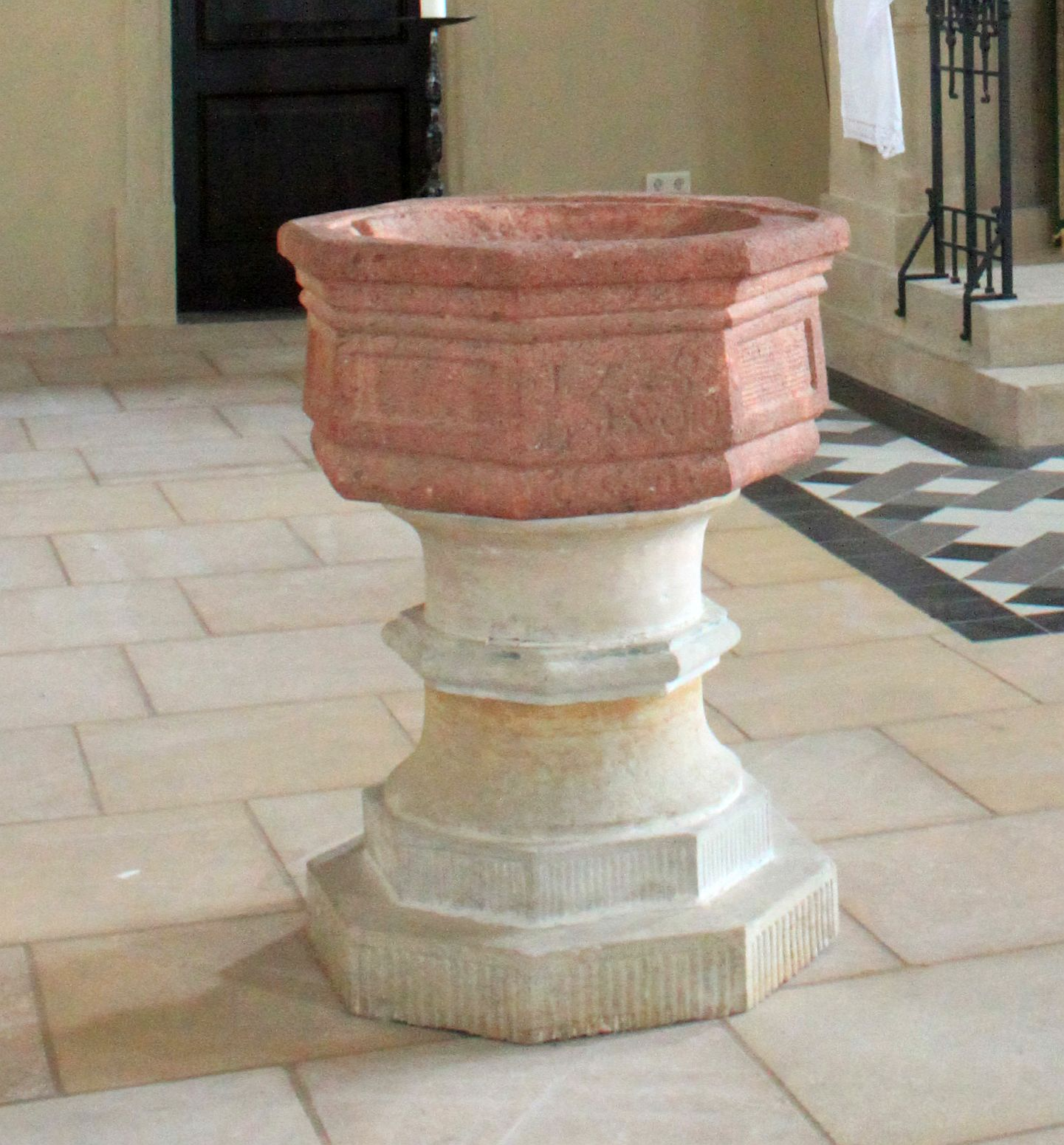
Taufstein (1728)
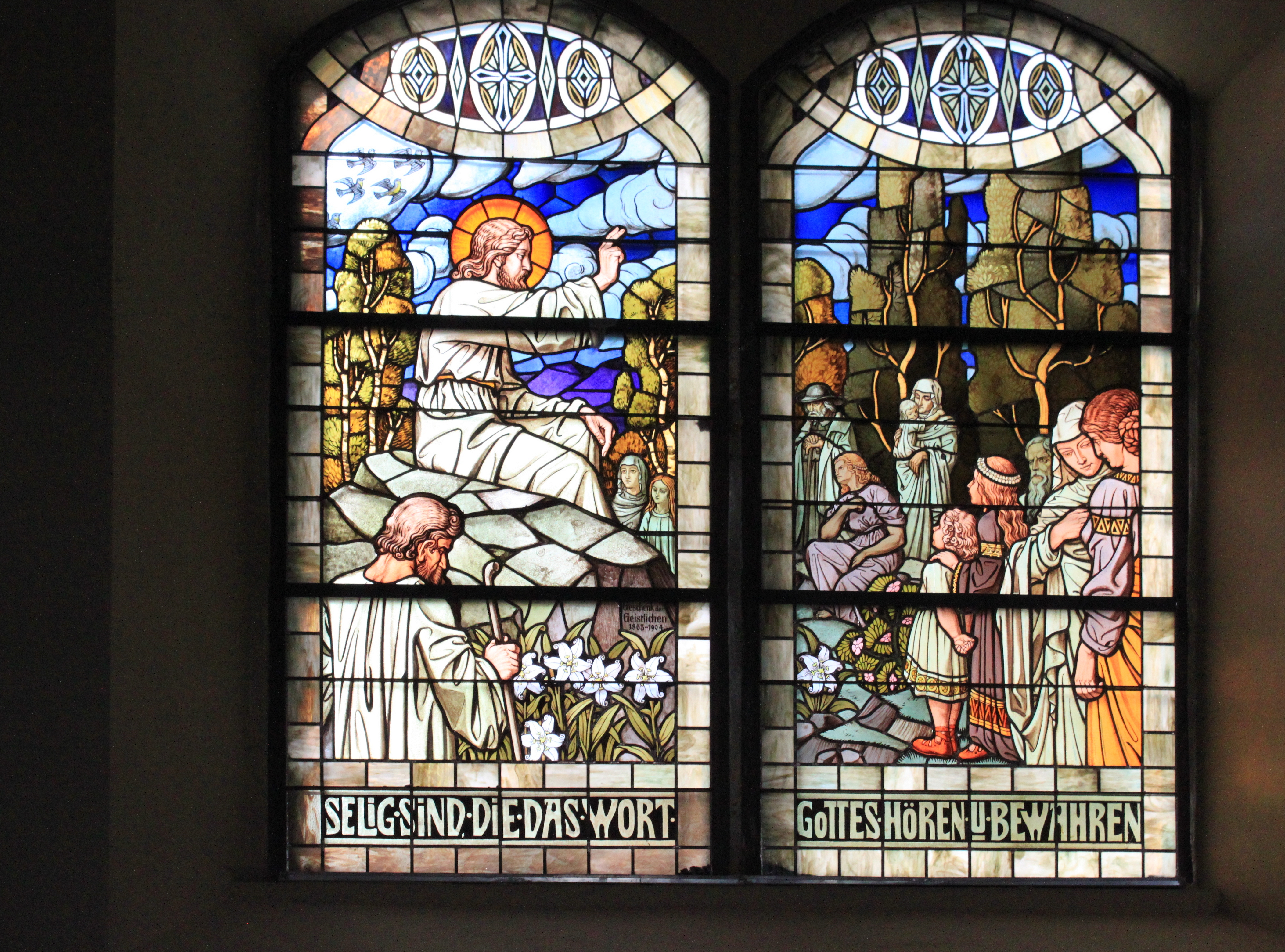
Glasfenster zu Lukas 11,28 LUT
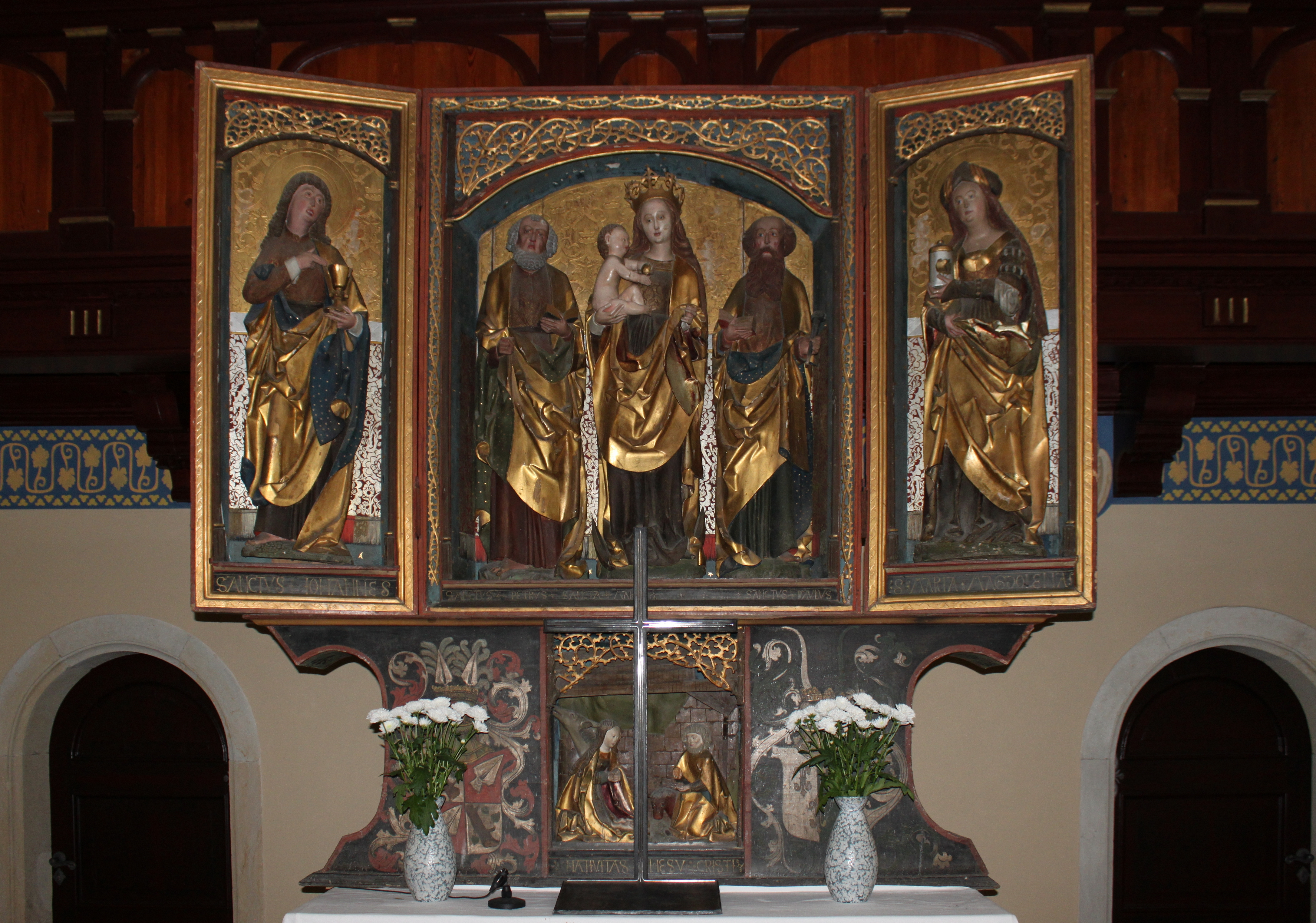
Flügelaltar (1510)
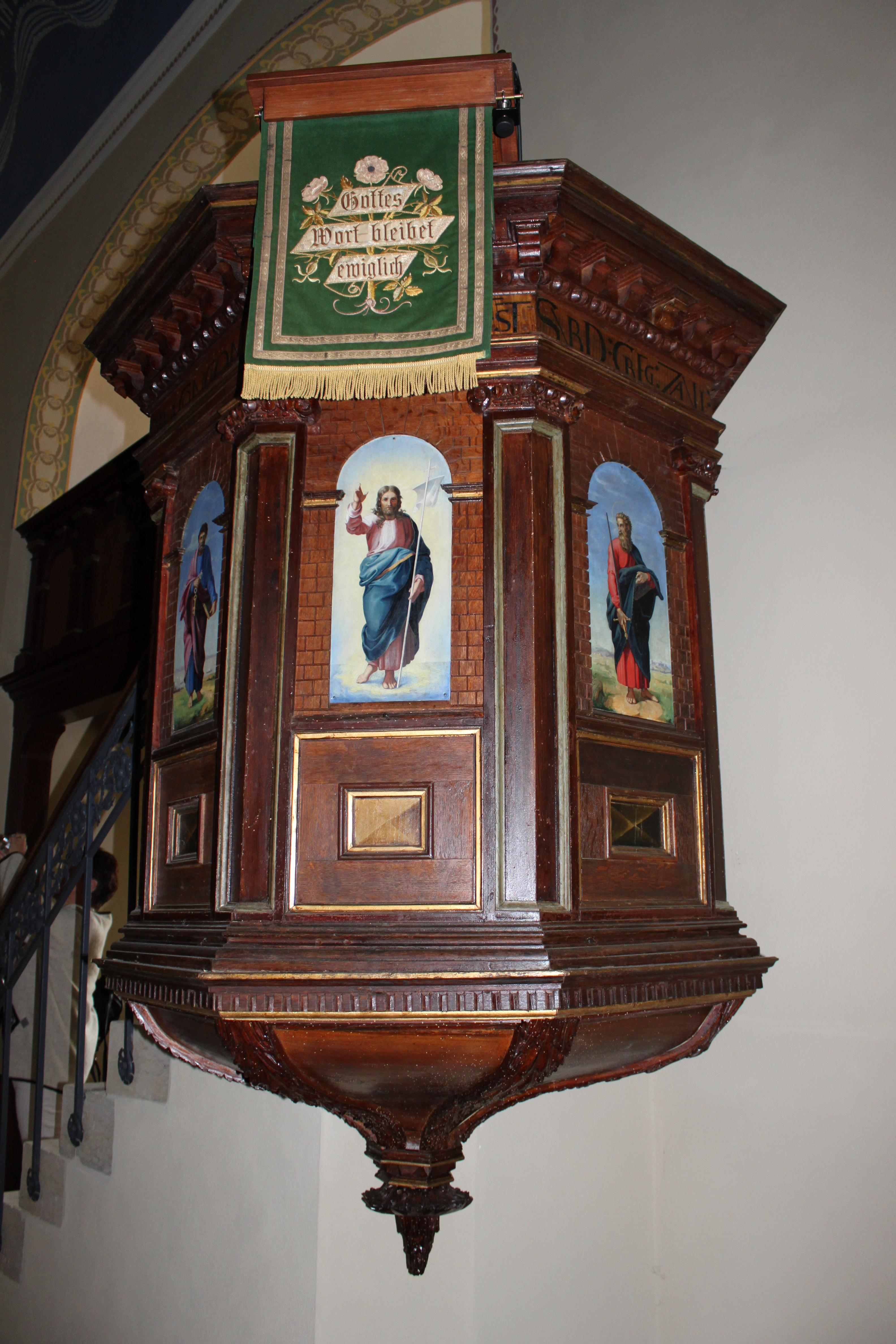
Kanzel

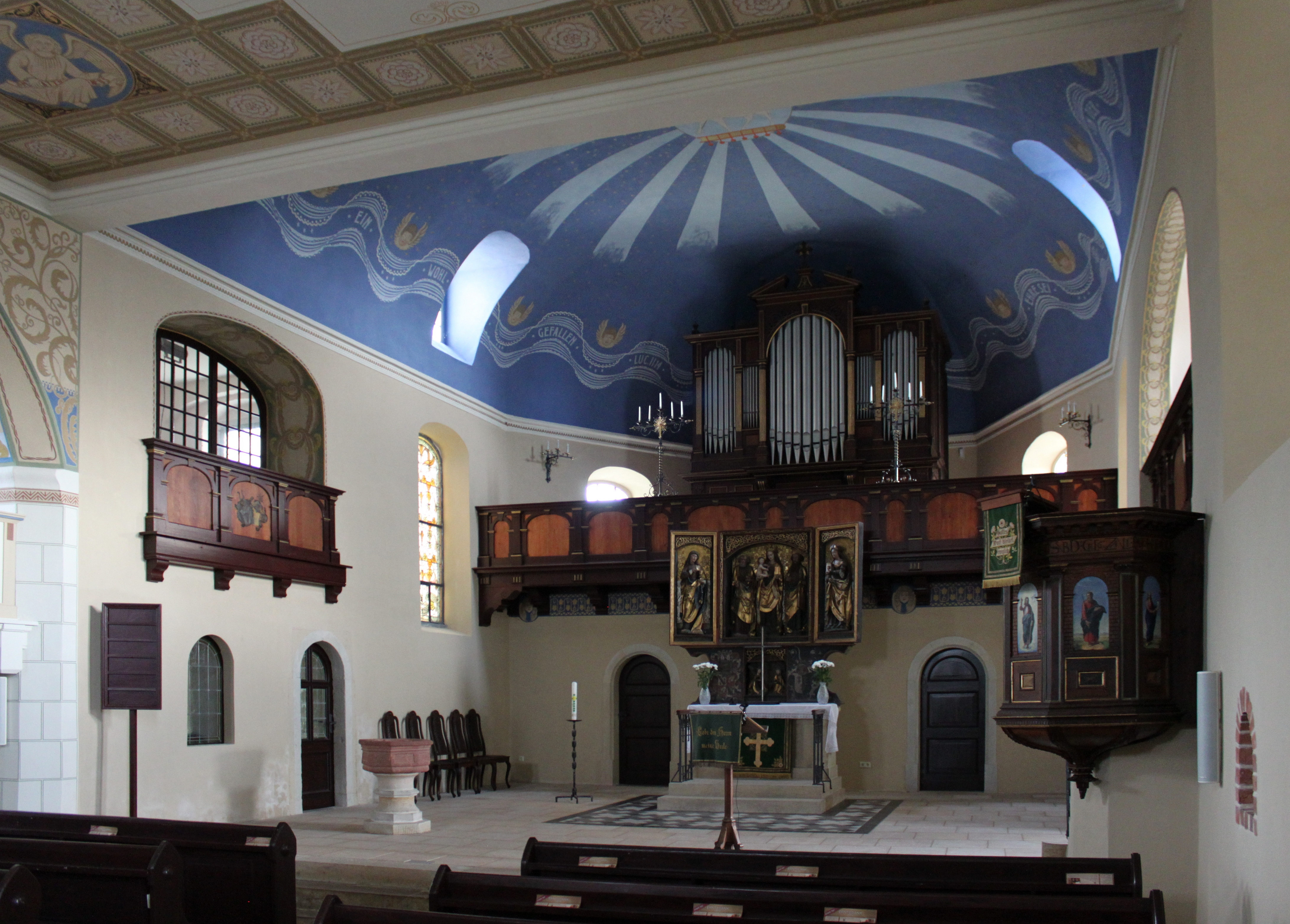
Chor

Im Inneren der Kirche befinden sich im nördlichen Seitenschiff sowie im Westen und Osten aus dem 17. Jahrhundert stammende Emporen. Das Haupt- und das nördliche Seitenschiff sind flachgedeckt. In der nördlichen und südlichen Wand des mit einem Spiegelgewölbe versehenen Chors sind jeweils Patronatslogen zu finden.
Vor der östlichen Empore ist ein spätgotischer Schnitzaltar aus dem 16. Jahrhundert aufgestellt, der 1510 vermutlich in einer Großenhainer Werkstatt entstand. Er zeigt im großen Mittelfeld Maria mit Kind zwischen den beiden Heiligen Petrus und Paulus. In den Flügeln des Altars sind Johannes und Maria Magdalena zu erkennen.  Auf der Predella ist die Geburt Christi dargestellt. Die Rückseiten der Flügel sind bemalt.
Die mit einer achtseitigen Kuppa versehene Taufe der Kirche stammt aus dem Jahre 1728. Sie besteht aus Sandstein und Porphyr. Das zinnerne Taufbecken stammt inschriftlich aus dem Jahre 1693. An der Südwand ist die hölzerne Kanzel zu finden. Eine Inschrift erinnert hier an den einstigen Pfarrer Zauling, welcher im 16. Jahrhundert in Frauenhain wirkte.
Ein weiteres Ausstattungsstück der Kirche ist ein gotisches Kruzifix in halber Lebensgröße aus dem 16. Jahrhundert.

## Orgel

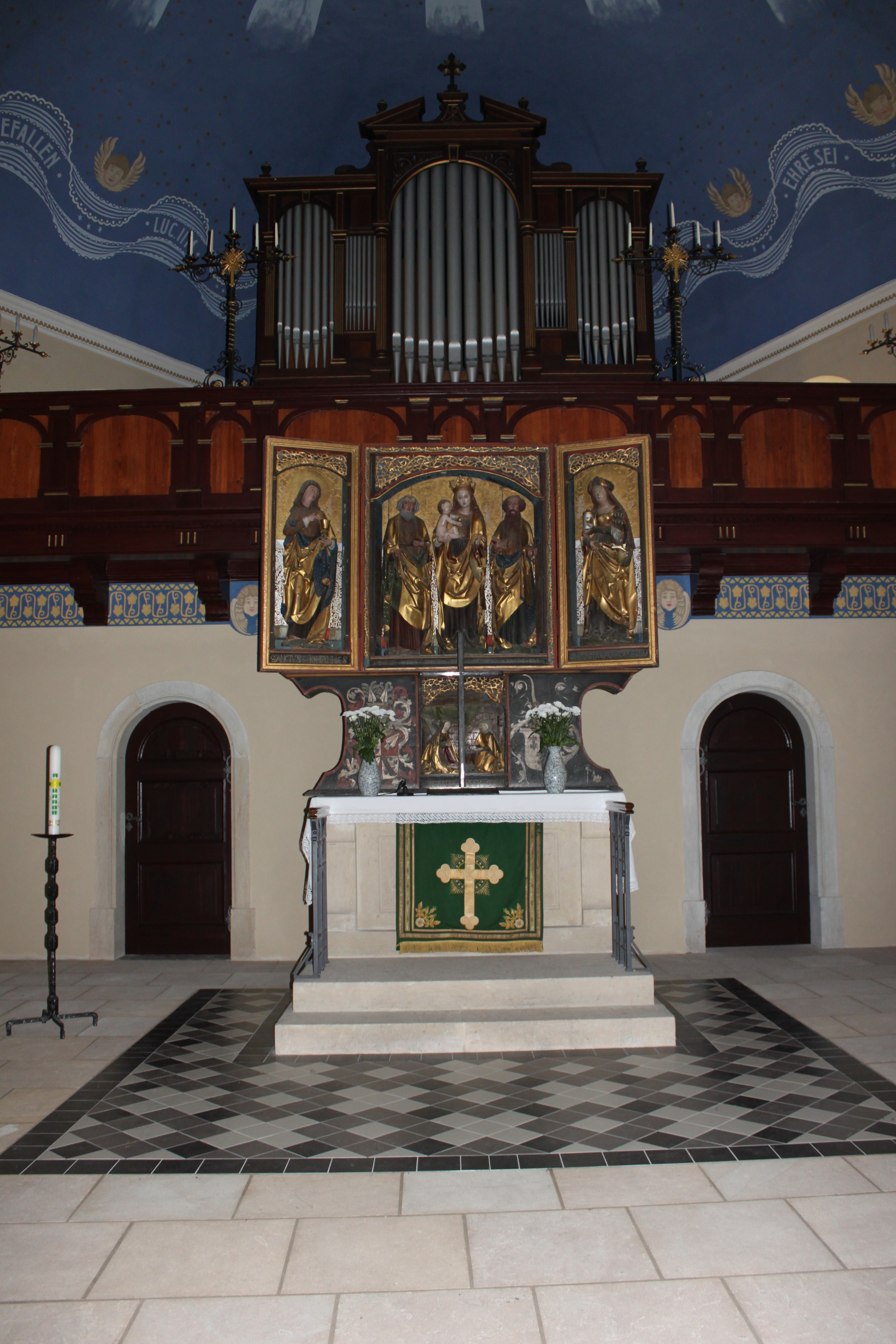
Der Frauenhainer Flügelaltar mit dahinter befindlicher östlicher Empore und Kreutzbach-Orgel.

Die heute in der Frauenhainer Kirche vorhandene Orgel stammt aus dem Jahre 1897. Das Instrument wurde vom Bornaer Orgelbaumeister Richard Kreutzbach geschaffen.
Sie besitzt eine mechanische Kegellade mit vierzehn Registern, die auf zwei Manuale und Pedal verteilt sind. Die Disposition lautet wie folgt:
| I Manual C–f3 |       |
| Gedackt       | 16′   |
| Prinzipal     | 8′    |
| Gamba         | 8′    |
| Bordunalflöte | 8′    |
| Prinzipal     | 4′    |
| Oktave        | 2′    |
| Quinte        | 2 ⁄3′ |
| Mixtur III    |       |

| II Manual C–f3 |    |
| Äoline         | 8′ |
| Rohrflöte      | 8′ |
| Concertflöte   | 4′ |
| Schwiegel      | 2′ |

| Pedal C–d1   |     |
| Subbaß       | 16′ |
| Prinzipalbaß | 8′  |
| Violoncello  | 8′  |

- Koppeln: II/I, I/P
- Spielhilfen: 3 feste Kombinationen (Piano, Mezzoforte, Tutti)

## Grabmäler

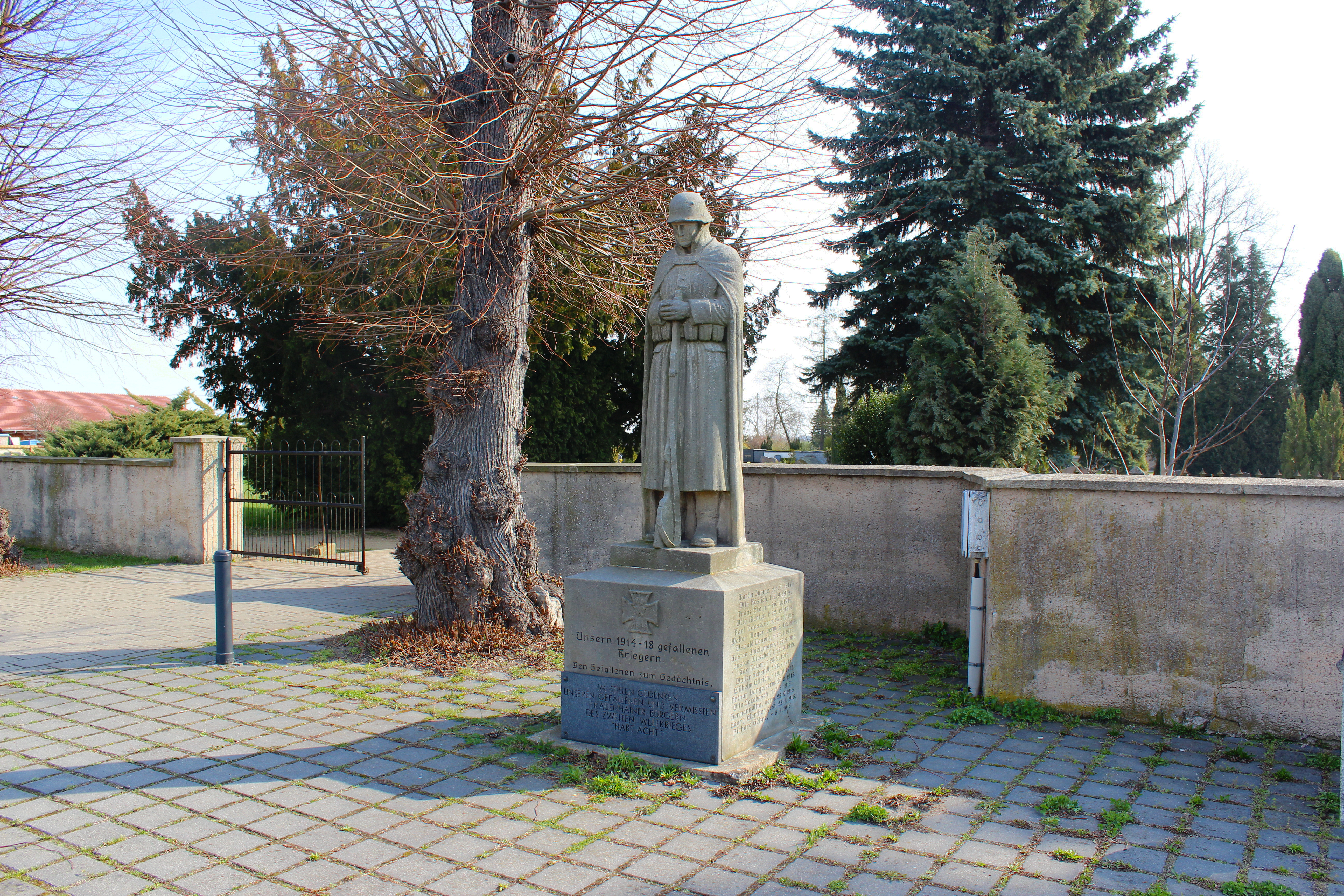
Gefallenendenkmal vor dem Frauenhainer Ortsfriedhof in der Gröditzer Straße.

Im Inneren der Kirche sind an der Südwand drei Epitaphe aus dem 17. und 18. Jahrhundert zu finden.
- Grabstein aus Sandstein mit ganzfigurigem Relief des Hans Haubold von Milkau († 1619)[2]
- Grabstein des Dam Siegmund Pflugk († 1705)[2]

Des Weiteren befinden sich an der Außenwand der Kirche einige weitere Grabmäler aus Sandstein.
Umgeben war die Kirche einst vom Frauenhainer Ortsfriedhof. Dieser befindet sich in der Gegenwart einige hundert Meter nordwestlich an der Gröditzer Straße. Hier ist neben einem VVN-Denkmal auch ein Gefallenendenkmal zu Ehren der in den beiden Weltkriegen gefallenen Dorfbewohner zu finden.

Sandsteingrabmäler an der Südwand der Kirche
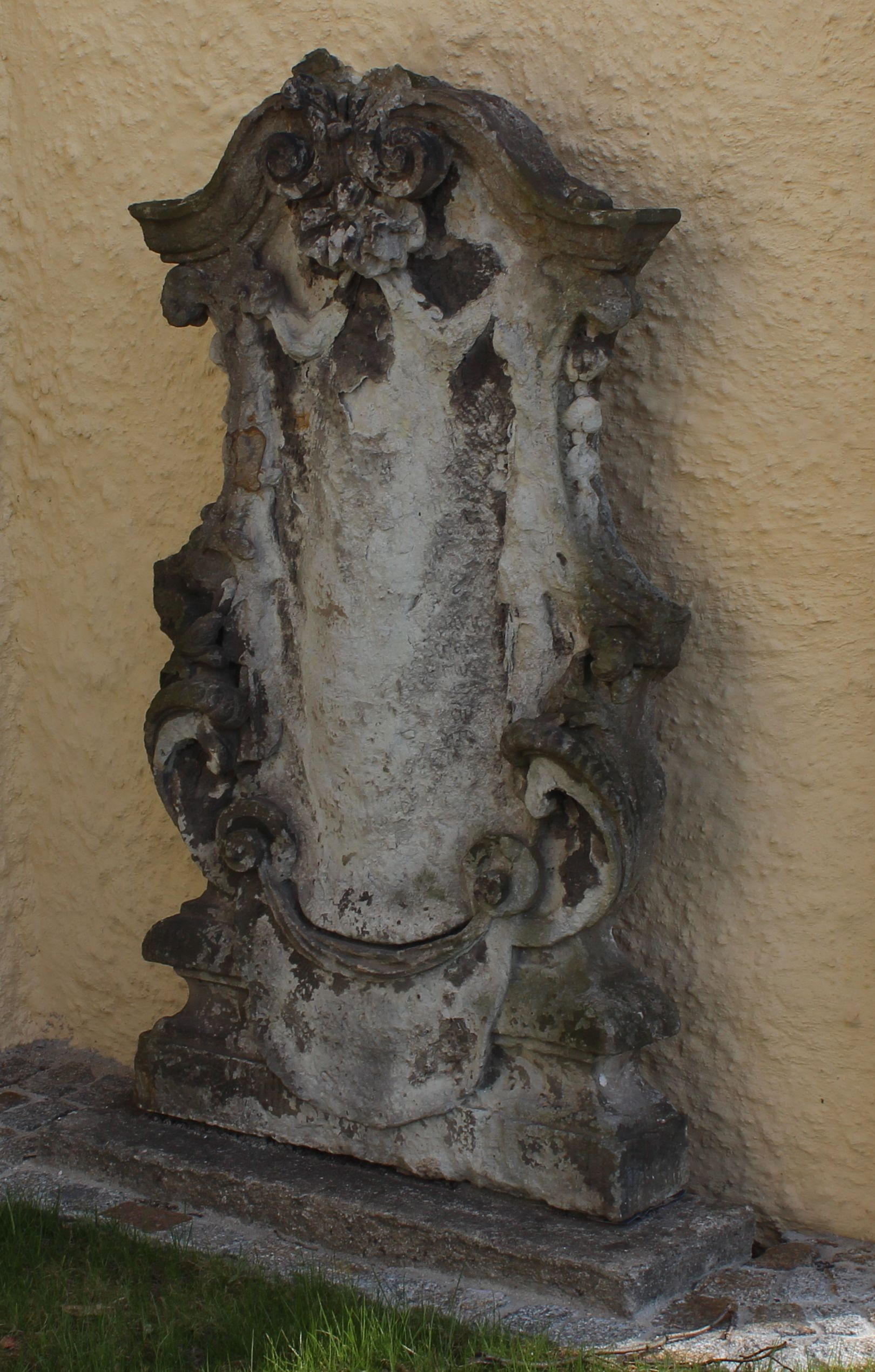
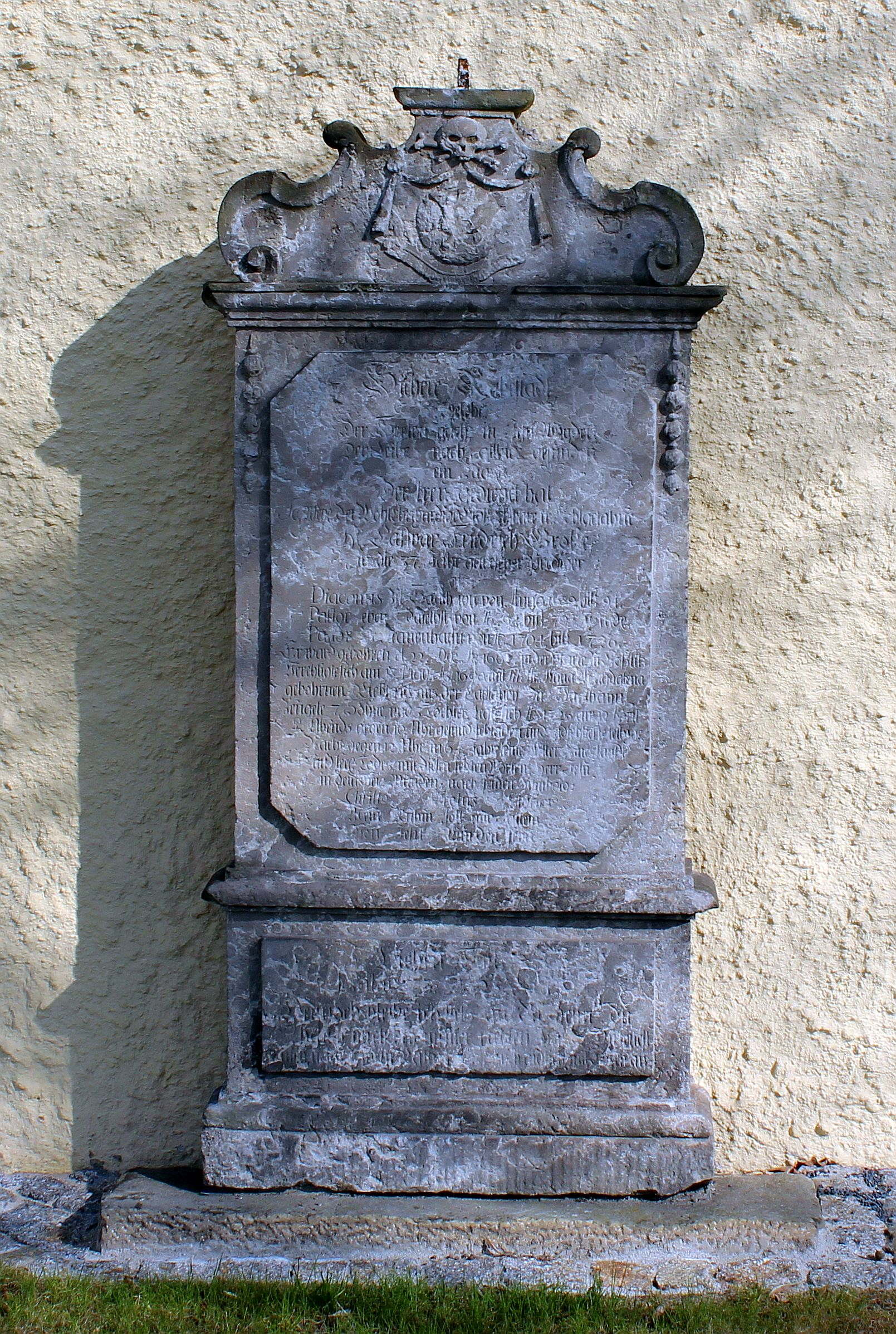
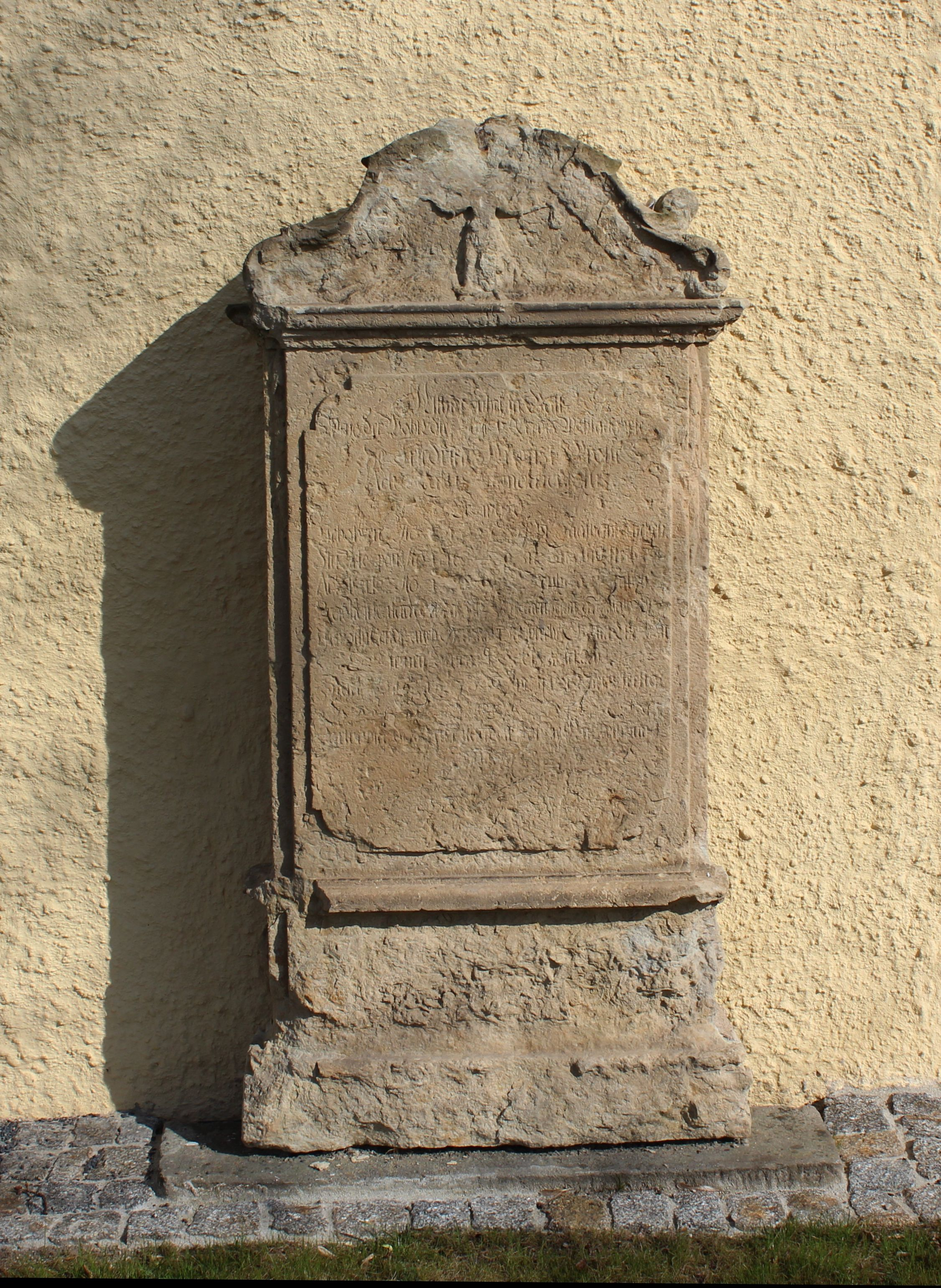